# 1542
Відродження •  Реформація •  Доба великих географічних відкриттів •  Ганза

## Геополітична ситуація
Османську державу очолює Сулейман I Пишний (до 1566). Імператором Священної Римської імперії є Карл V Габсбург (до 1555). У Франції королює Франциск I (до 1547).
Середню частину Апеннінського півострова займає Папська область. Неаполітанське королівство на півдні захопила Іспанія. Венеціанська республіка залишається незалежною, Флорентійське герцогство, Генуя та герцогство Міланське входять до складу Священної Римської імперії.
Іспанським королівством править Карл I (до 1555). У Португалії королює Жуан III Благочестивий (до 1557).
Генріх VIII є королем Англії (до 1547). Королем Данії та Норвегії — Кристіан III (до 1559). Королем Швеції — Густав I Ваза (до 1560). Королем частини Угорщини та Богемії є римський король Фердинанд I Габсбург (до 1564). На більшій частині Угорщини править Янош II Жигмонд Заполья як васал турецького султана за регентства матері Ізабелли Ягеллонки. У Польщі королює Сигізмунд I Старий (до 1548), він же залишається князем Великого князівства Литовського.
Галичина входить до складу Польщі. Волинь належить Великому князівству Литовському. Московське князівство очолює Іван IV (до 1575).
На заході євразійських степів існують Казанське ханство, Кримське ханство, Астраханське ханство, Ногайська орда. Єгипет захопили турки. Шахом Ірану є сефевід Тахмасп I.
У Китаї править династія Мін. Значними державами Індостану є Імперія Великих Моголів, Біджапурський султанат, Віджаянагара. У Японії триває період Муроматі.
Триває підкорення Америки європейцями. На завойованих землях ацтеків існує віцекоролівство Нова Іспанія.

## Події
- У Московії триває боротьба між боярами за регентство над Іваном IV.
- 13 лютого за наказом англійського короля Генріха VIII на підставі недоведеного звинувачення в подружній невірності страчено його п'яту дружину, Катерину Говард, шлюб з якою тривав два роки.
- 12 липня розпочалася нова війна між Францією та Священною Римською імперією.
- 21 липня для боротьби із протестантизмом папа римський Павло III заснував Конгрегацію доктрини віри.
- Англійські війська завдали поразки шотландцям у битві в місцевості Солвей-Мосс. Король Шотландії Яків V незабаром помер. Королевою стала Марія I Стюарт, яка народилася лише тиждень до смерті батька.
- Португальський загін, що прийшов на допомогу Ефіопії у боротьбі з Адальським султанатом попри кілька початкових перемог зрештою зазнав поразки, коли мусульмани отримали підкріплення.
- Відбувся перший контакт японців із португальцями.
- Монголи на чолі з Алтан-ханом розбили велике китайське військо династії Мін.
- Іспанський конкістадор Франсиско де Орельяна дослідив русло річки Амазонки, котру назвав так через того, що його експедиція була атакована войовничим племенем місцевих жінок-воїнів.
- 28 вересня під час дослідження західного узбережжя Мексики португальський мореплавець Жуан Родрігез Кабрільйо ступив на берег сучасної гавані Сан-Дієго і став першим європейцем, що відвідав Каліфорнію. Кабрільйо оголосив її власністю Іспанії.
- У Мексиці засновано міста Гвадалахара та Мерида.
- Альваро Нуньєс Кавеса де Вака відкрив водоспад Ігуасу.
- Іспанський священик Бартоломе де лас Касас опублікував книгу, в якій описав жорстоке поводження іспанських конкістадорів із корінними жителями Америки.
- Засновано Віце-королівство Перу (Нова-Кастилія).

## Народились
Докладніше: Народилися 1542 року

## Померли
Докладніше: Померли 1542 року
- 21 травня — Так і не закінчивши свою трирічну експедицію, в ході пошуків покладів золота вздовж річки Міссіссіппі помер іспанський конкістадор Ернандо де Сото.
- 22 листопада — У Нюрнберзі у віці 57-и років помер Петер Генлейн, німецький механік, винахідник кишенькового годинника.